# Johannes Kotkas
Johannes Johannesovič Kotkas (3 febbraio 1915 – Tallinn, 8 maggio 1998) è stato un lottatore estone, dal 1944 al 1991 sovietico, specializzato nella lotta greco-romana.

## Palmarès

### Olimpiadi
- 1 medaglia:
  - 1 oro (Helsinki 1952 negli 87 kg[1])

### Mondiali
- 1 medaglia:
  - 1 argento (Napoli 1953 negli 87 kg[1])

### Europei
- 3 medaglie:
  - 3 ori (Tallinn 1938 negli 87 kg[2]; Oslo 1939 negli 87 kg[2]; Praga 1947 negli 87 kg[1])